# Gottfried Niemann
Gottfried Richard Bismarck Otto Niemann (* 28. Januar 1882 in Berlin; † 1945 in Picher) war ein deutscher Landschaftsmaler, Kunsthistoriker, Musikwissenschaftler sowie Komponist.

## Leben
Gottfried Niemann war ein Sohn des Opernsängers Albert Niemann (1831–1917) und dessen zweiter Ehefrau, der Schauspielerin Hedwig Raabe (1844–1905).
Niemann studierte an den Universitäten Leipzig und Berlin Kunstgeschichte und promovierte 1905 zum Dr. phil. Anschließend studierte er Malerei bei Gotthardt Kuehl an der Akademie in Dresden und bei Hermann Groeber in München. Niemann war zunächst in Berlin, München und Garmisch-Partenkirchen tätig. Seine in den Landschaften Bayerns verorteten Werke brachten ihm in der Literatur den Titel Alpenmaler. Studienreisen führten ihn ins Engadin und nach Norwegen. Er war Mitglied im Reichsverband bildender Künstler Deutschlands und im Münchner Künstlerbund Die Unabhängigen. Nach dem Kriegsdienst im Ersten Weltkrieg wurde er Anfang der 1920er Jahre dann im mecklenburgischen Wustrow auf dem Fischland sesshaft. Neben der Malerei betätigte er sich als Kunstwissenschaftler und als Komponist. Er schrieb Suiten für Violine und Klavier, Klavierstücke und Lieder nach eigenen Texten. Zum Ende des Zweiten Weltkrieges verlieren sich die Spuren Gottfried Niemanns.
Der Pädiater Albert Niemann (1880–1921) war sein Bruder. Der Sänger und Maler Oscar Niemann (1861–1893) war sein Halbbruder aus der ersten Ehe seines Vaters mit der Schauspielerin Marie Seebach.

## Werke (Auswahl)

### Maler
Alpenregion
- Sonnenaufgang Zugspitze, (1920)
- Winterliche Partnach-Klamm mit Eisvorhang, (1922)
- alpine Landschaft mit Gebirgsmassiv, (1927)
- Blick auf den Königssee, (1927)
- Wintertag am Karwendelgebirge, (1927)
- Hintersee, (1929)
- Egern am Tegernsee, (1933)
- Aus Alt-Partenkirchen, (1938)

Ostseeküste
- Ostseebad Ahrenshoop, (1931)
- Rauhreif, (1931)[5]
- Wustrow auf dem Fischland, (um 1933)
- Herbstabend auf dem Fischland, (1935)[3]

### Autor
- Richard Wagner und Arnold Böcklin oder Über das Wesen von Landschaft und Musik. Zeitler, Leipzig 1904
- Die Dialogliteratur der Reformationszeit nach ihrer Entstehung und Entwicklung. Eine literarhistorische Studie. Voigtländer, Leipzig 1905
- Grillenfang oder Agonie des Chamäleons. Piersons, Dresden 1907
- Einführung in die bildende Kunst: Anleitung zum Betrachten von Kunstwerken. Herder, Freiburg i. B. 1928 (Digitalisat auf Commons)

Aufsätze
- Albert Niemanns Verhältnis zur Musik: zu des Künstlers 100. Geburtstag am 15. Januar 1931. In: Die Musik. Band 24, 1931, S. 350–351
- Rettet die Heimat! (1933), Erntesegen mecklenburgischer Erde (1935) und Vogelgeschichten aus meinem Garten (1936) in den Mecklenburgischen Monatsheften